# Pristimantis achupalla
Pristimantis achupalla is een kikker uit de familie Strabomantidae. Pristimantis achupalla werd voor het eerst wetenschappelijk gepubliceerd door Ttito & Catenazzi in 2021 in het Open access wetenschappelijk tijdschrift PeerJ. De soort komt voor in nevelwouden langs Inambari River aan de gebergte Cordillera de Carabaya, tussen de regio Cuzco en Puno, Peru op een hoogte van 2225 meter boven het zeeniveau.